# Pic Joliot-Curie
Pour les articles homonymes, voir Joliot-Curie.
Le pic Joliot-Curie est une montagne des îles Kerguelen située au nord de la péninsule Rallier du Baty et culminant à 1 005 m d'altitude. Il doit son nom donné, en 1966, en hommage au couple de physiciens Frédéric Joliot-Curie et Irène Joliot-Curie.

## Géographie
Le pic Joliot-Curie est situé au sommet du glacier Chasles à l'extrémité nord de la péninsule Rallier du Baty et détermine la ligne de partage des eaux de cette dernière.